# Tweede Kamerverkiezingen 1981/Kandidatenlijst/Kleine Partij
Dit is de kandidatenlijst voor de Tweede Kamerverkiezingen 1981 van de Kleine Partij. De partij deed alleen mee in kieskring XI (Haarlem) en de lijst bestond uit één kandidaat.

## De lijst
1. H. Spelten - 186 stemmen

PvdA · CDA · VVD · D'66 · SGP · PPR · CPN · GPV · PSP · Rechtse Volkspartij · DS'70 · RKPN · Partij van Rijksgenoten · Kleine Partij · God Met Ons · Nederlandse Evolutie Partij · Leefbaar Nederland · SP · De Vrede Partij · RPF · Realisten '81 · IKB · NVU · Centrumpartij · Partij tot Likwidatie van Nederland · Wereld Welzijns Bewustwording · EVP · SOS
1981 · 1982